# Мянгад
Мянгад (монг. Мянгад)— сомон аймаку Ховд, Монголія. Площа 3,2тис. км², населення 3,6 тис.